# Champion (Agnes sång)
"Champion" är svenska idolvinnarens Agnes Carlssons andra singel från albumet Stronger. Singeln släpptes 15 november 2006. Låten är skriven av Agnes Carlsson, Curtis A. Richardsson och Emanuel Olsson och är producerad av Emanuel Olsson för Cosmos Productions. Som bäst placerade sig singeln på plats nummer 19 på Sverigetopplistan.